# Pražská šunka

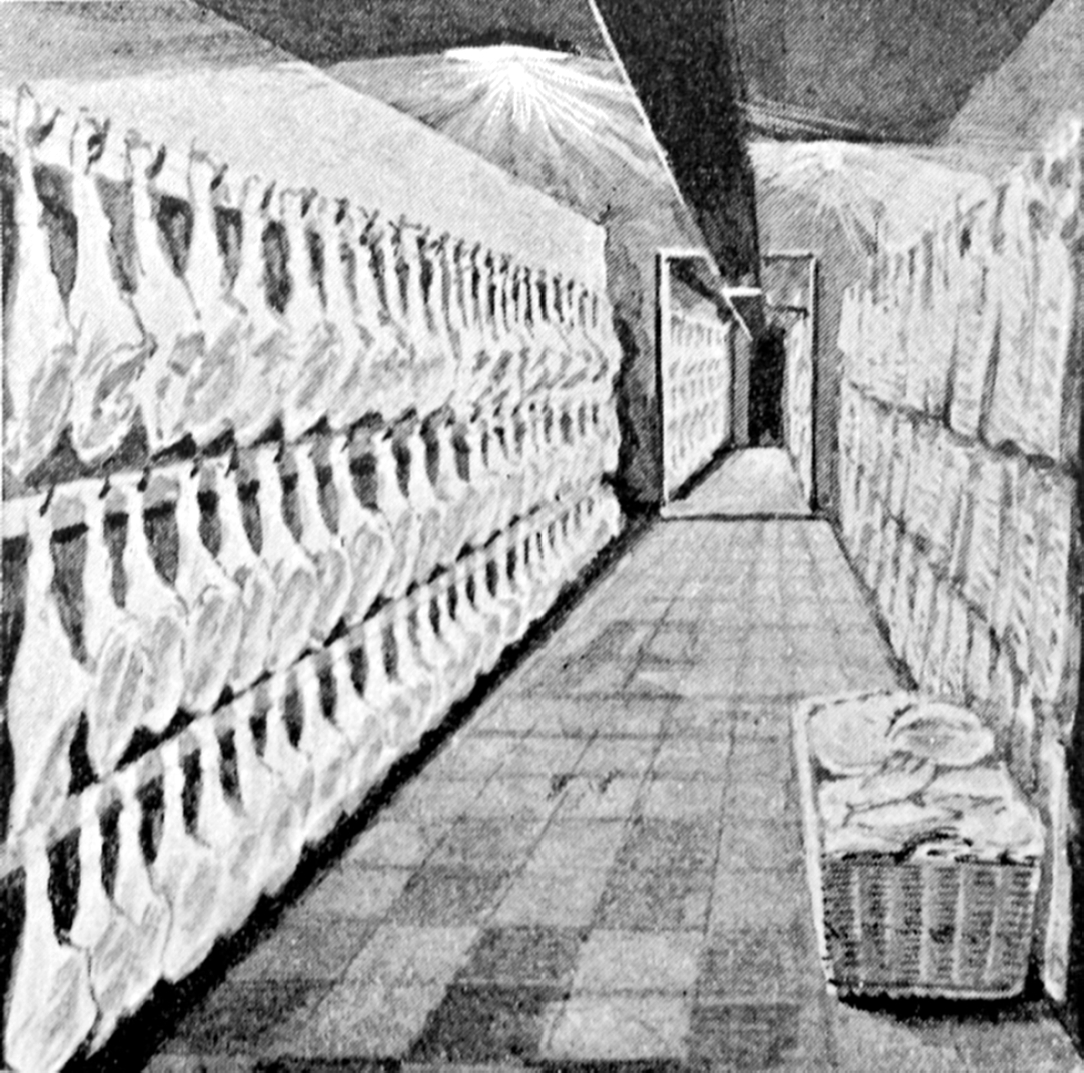
Pražská šunka od kosti z velkouzenářství Antonína Chmele v roce 1898

Pražská šunka, v zahraničí známá jako Prague Ham nebo Prager Schinken, je gurmánská pochoutka, z hlediska výroby lehce uzená a pak vařená vepřová kýta. V modifikované podobě je známá také jako šunka od kosti.
Údajně první tuzemskou pražskou šunku vyrobil v Praze v roce 1857 místní řezník a uzenář František Zvěřina. Měla specifickou chuť a rychle se stala populární pochoutkou. Jako „pražská“ začala být označována prostě podle toho, že vznikla v Praze. Název ani recept nebyl nijak chráněn, takže ho živelně přebírali výrobci v tuzemsku i v zahraničí. Tím postupně původní pražská šunka samozřejmě doznala mnoha různých odstínů chuti. 

## Historie výroby
Jako první ji údajně začal vyrábět řezník a uzenář František Zvěřina roku 1857, když předtím experimentoval s naložením kýty vcelku i s kostí. Jednalo se o luxusní výrobek, který se prodával nejen v Praze, ale také v Karlových Varech a Drážďanech. Tuto šunku začali napodobovat další uzenáři a ta se rozšířila do velkých měst tehdejšího rakousko-uherského mocnářství Vídně a Budapešti. Poté se začala vyrábět ve Francii a v USA.
Dobrý zvuk měla šunka Antonína Chmele z pražské Zvonařky, který ji vyráběl od roku 1879. Ten svoji výrobu rozšířil a v roce 1898 u něj pracovalo už 28 dělníků. Šunka se stala věhlasnou a firma se dále rozrůstala. Díky nejvyšší kvalitě svých výrobků Antonín Chmel získal privilegium c. a k. dvorního dodavatele, a zboží dodával také ke královským dvorům v Bavorsku a Rumunsku.
V  roce 1929 měla jeho firma už 250 zaměstnanců. Po únoru 1948 byla jeho firma znárodněna a výroba šunky od kosti prakticky zanikla a byla postupně nahrazena dušenou šunkou, krytou aspikovým povrchem, v konzervě s typickým vejčitým tvarem.

## Pražská šunka a řeznický klan Chmelů
S rozvojem pražské šunky je spojen především pražský uzenář Antonín Chmel, ale i další uzenáři a řezníci z jeho rozvětveného příbuzenstva. Antonín Chmel zřejmě nebyl prvním ze svého rodu, který ji vyráběl a nemusel ji ani nutně vyrábět průmyslově. Byl však prvním vůbec, kdo ji vyráběl průmyslově. V tom spočívá jeho význam.
Nejznámější zástupci rodu Chmelů, kteří se podíleli na výrobě a distribuci pražské šunky:
- Jan Chmel, karlínský uzenář, pražskou šunku vyráběl od 70. let 19. století.
- Antonín Chmel, nejslavnější výrobce, který ji na vinohradské Zvonařce od roku 1879 vyráběl průmyslově.
- Josef Chmel, rovněž Královské Vinohrady, výroba cca od roku 1900.
- Václav Chmel, pobočková prodejna Karlovy Vary.

## Spory o pražskou šunku
V době svého vzniku se nikdo z výrobců včas nepostaral o ochrannou známku ani jinou průmyslovou ochranu tohoto výrobku. Důsledkem toho se úspěšný produkt stal rychle známým po celém Rakousko-Uhersku a následně i v zámoří, nikoli však aktivitou jednoho výrobce, ale rozsáhlým kopírováním ze strany konkurenčních uzenářů a řezníků. Mezinárodní soudní spory, které se o pražskou šunku na přelomu 19. a 20. století vedly, byly neúspěšné. V rámci meziválečného Československa se naopak dařilo postihovat uzenáře, kteří za Pražskou šunku vydávali výrobek, který prokazatelně nebyl vyroben v Praze.
V nedávné době byl učiněn obnovený pokus o mezinárodní registraci ochranné známky pro pražskou šunku, proti čemuž se ale ohradilo několik států.